# Дворище (Бобруйский район)
Дво́рище (бел. Дворышча) — деревня в составе Глушанского сельсовета Бобруйского района Могилёвской области Белоруссии.

## История
До 20 ноября 2013 года входила в состав Гороховского сельсовета.

## Население
- 1999 год — 21 человек
- 2010 год — 8 человек

## Галерея

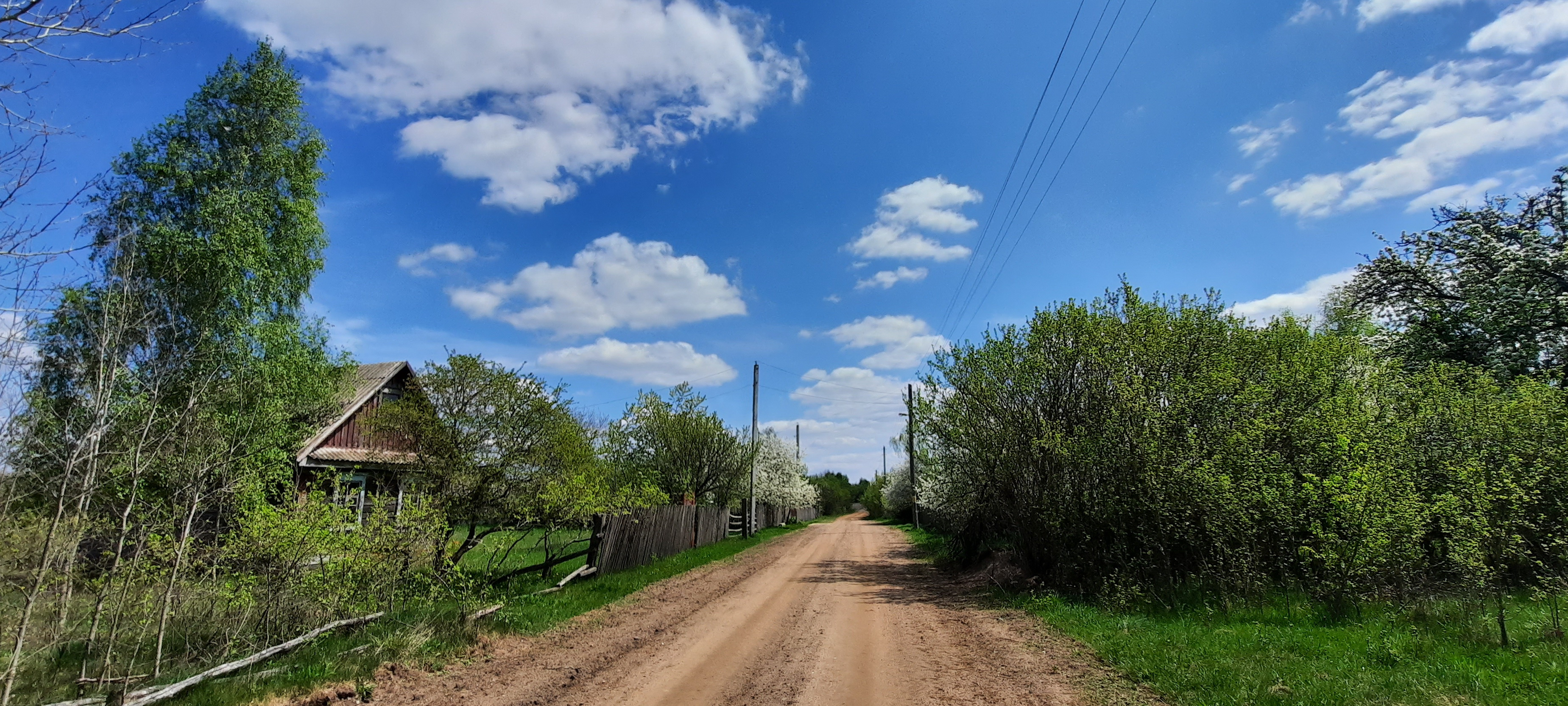
Дворище